# Чангша
Чангша (長沙) град је Кини у покрајини Хунан. Према процени из 2009. у граду је живело 2.267.008 становника.

## Становништво
Према процени, у граду је 2009. живело 2.267.008 становника.  
| 1990.     | 2000.     | 2009.     |
| --------- | --------- | --------- |
| 1.328.950 | 1.807.670 | 2.267.008 |